# Новий Замбжикув
Новий Замбжикув (пол. Nowy Zambrzyków) — село в Польщі, у гміні Собене-Єзьори Отвоцького повіту Мазовецького воєводства.
Населення — 63 особи (2011).
У 1975-1998 роках село належало до Седлецького воєводства.

## Демографія
Демографічна структура станом на 31 березня 2011 року:
|          | Загалом | Допрацездатний вік | Працездатний вік | Постпрацездатний вік |
| -------- | ------- | ------------------ | ---------------- | -------------------- |
| Чоловіки | 37      | 4                  | 25               | 8                    |
| Жінки    | 26      | 3                  | 16               | 7                    |
| Разом    | 63      | 7                  | 41               | 15                   |